# UFC 142
UFC 142: Aldo vs. Mendes  è stato un evento di arti marziali miste tenuto dalla Ultimate Fighting Championship il 14 gennaio 2012 all'HSBC Arena a Rio de Janeiro, Brasile.
In Italia la card principale è stata trasmessa in pay per view su Sky Sport.

## Background
Siyar Bahadurzada avrebbe dovuto affrontare Erick Silva ma venne escluso dal match. Il veterano Carlo Prater prese il posto di Bahadurzada.
Rob Broughton avrebbe dovuto affrontare Ednaldo Oliveira ma venne escluso dal combattimento. Il peso massimo recentemente rifirmato Gabriel Gonzaga prese il posto di Broughton nella contesa.

## Risultati

### Card preliminare
- Incontro categoria Pesi piuma:  Felipe Arantes contro  Antonio Carvalho

Arantes sconfisse Carvalho per decisione unanime (29-28, 29-28, 29-28).
- Incontro categoria Pesi welter:  Ricardo Funch contro  Mike Pyle

Pyle sconfisse Funch per TKO (ginocchiata e pugni) al minuto 1:22 del round 1.
- Incontro categoria Pesi piuma:  Yuri Alcantara contro  Michihiro Omigawa

Alcantara sconfisse Omigawa per decisione unanime (30-27, 29-28, 30-27).
- Incontro categoria Pesi massimi:  Gabriel Gonzaga contro  Ednaldo Oliveira

Gonzaga sconfisse Oliveira per sottomissione (rear-naked choke) at 3:22 del round 1.
- Incontro categoria Pesi Leggeri:  Thiago Tavares contro  Sam Stout

Tavares sconfisse Stout per decisione unanime (29-28, 29-28, 29-28).

### Card principale
- Incontro categoria Pesi Leggeri:  Edson Barboza contro  Terry Etim

Barboza sconfisse Etim per KO (wheel kick) al minuto 2:02 of round 3.
- Incontro categoria Pesi welter:  Erick Silva contro  Carlo Prater

Prater sconfisse Silva per squalifica (colpi illegali dietro la testa) al minuto 0:29 del round 1.
- Incontro categoria Pesi medi:  Rousimar Palhares contro  Mike Massenzio

Palhares sconfisse Massenzio per sottomissione (heel hook) al minuto 1:03 del round 1.
- Incontro categoria Catchweight (197 lb):  Vítor Belfort contro  Anthony Johnson

Belfort sconfisse Johnson per sottomissione (rear-naked choke) al minuto 4:49 del round 1.
- Incontro per il titolo dei Pesi Piuma:  José Aldo (c) contro  Chad Mendes

Aldo sconfisse Mendes per KO (ginocchiata e pugni) al minuto 4:59 del round 1 mantenendo l'UFC Featherweight Championship.

## Premi
I seguenti lottatori sono stati premiati con un bonus di 65.000 dollari:
- Fight of the Night:  Edson Barboza contro  Terry Etim
- Knockout of the Night:  Edson Barboza
- Submission of the Night:  Rousimar Palhares